# مازدا بروتيج
مازدا بروتيج (بالإنجليزية: Mazda Protegé)‏، تسوق أيضا باسم مازدا فاميليا وايضا باسم مازدا 323، هي سيارة عائلية صغيرة من تصنيع شركة مازدا.